# خاندان گیروگی
خاندان گیروگی (انگلیسی: Giorgi family)، یکی خاندان مشهور و برجسته جمهوری ونیز و جمهوری راگوسا که در قرون میانه از قدرت زیادی برخودار بودند. در سال ۱۳۳۵، این خاندان توانست کنترل مارکوسیت بودونیستا در دست بگیرد و تا قرن ۱۵ که ترکان عثمانی به منطقه بالکان و تراکیه یورش بردند، این قلمرو را تحت کنترل خود نگاه دارند.